# Ernst Florian Winter

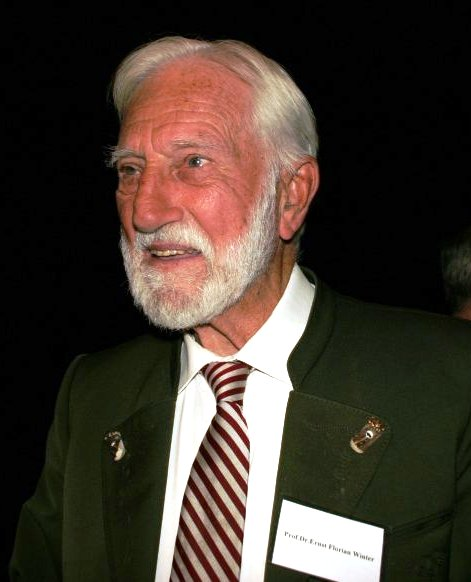
Ernst Florian Winter (2007)

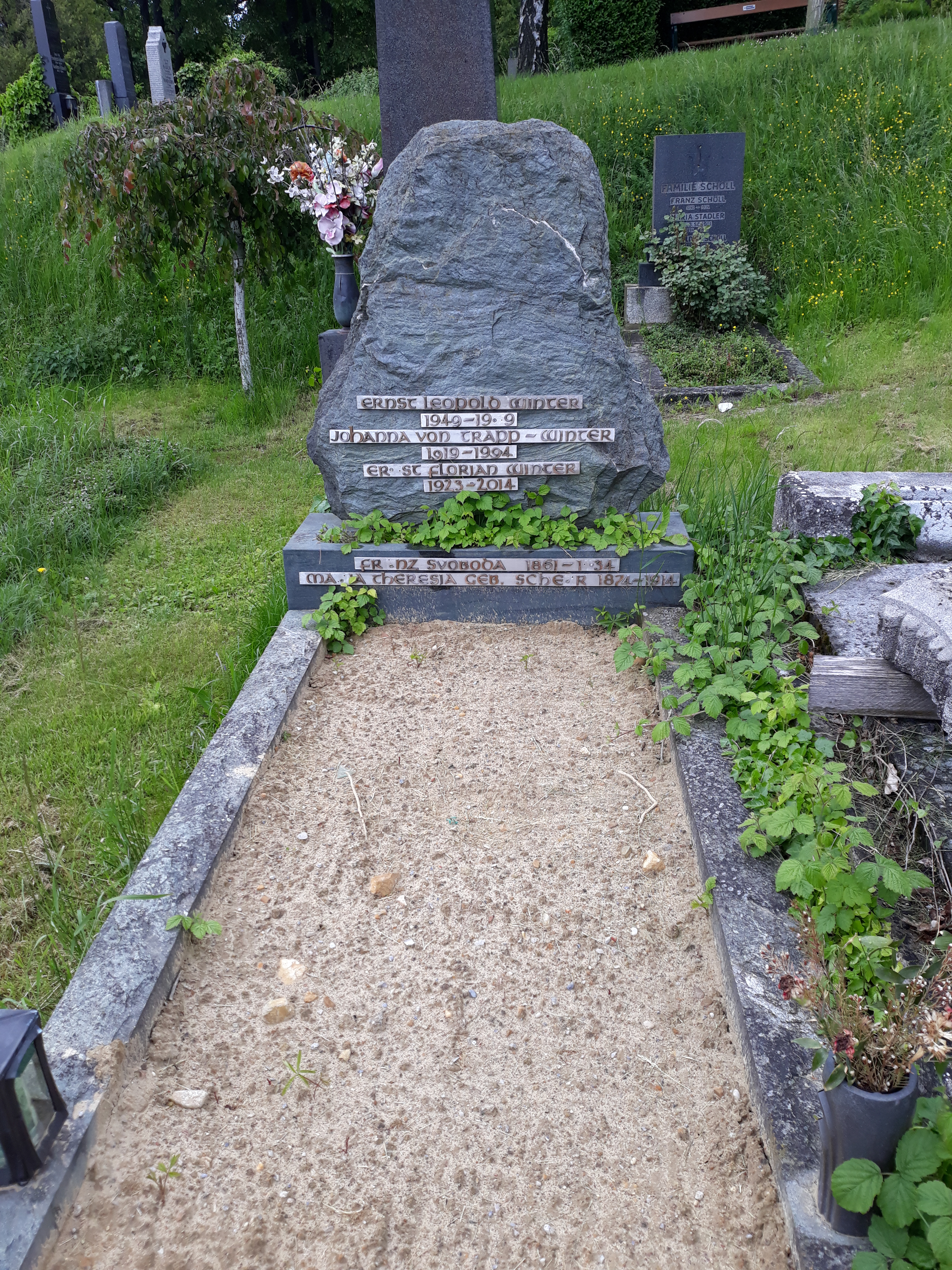
Das Grab von Ernst Florian Winter und seiner Ehefrau Johanna von Trapp-Winter auf dem Gersthofer Friedhof in Wien

Ernst Florian Winter (* 16. Dezember 1923 in Wien; † 16. April 2014 ebenda) war ein austroamerikanischer Historiker und Politikwissenschaftler und Gründungsdirektor der Diplomatischen Akademie Wien.

## Leben

### Kindheit
Ernst Florian Winter war das älteste von acht Kindern des ehemaligen Dritten Vizebürgermeisters von Wien (1934–1936) und Soziologen Ernst Karl Winter. Er besuchte das humanistische Gymnasium in der Klostergasse in Währing, dem 18. Bezirk Wiens. Danach war er in der Neulandschule. Winter gehörte damals dem Bund Neuland an. Alfons Stillfried und die Gebrüder Otto und Fritz Molden waren in derselben Gruppe.
Winter begleitete seinen Vater Ernst Karl bereits sehr früh auf seinem politischen Weg. Regelmäßig fanden stundenlange Diskussionen in der familiären Wohnung statt, an denen unter anderem Personen wie Alfred Missong, August Maria Knoll, Hans Karl von Zessner-Spitzenberg sowie auch Engelbert Dollfuss teilnahmen. Als Bundeskanzler Kurt Schuschnigg von seinem Treffen mit Hitler auf dem Berghof am 12. Februar 1938 zurückkam, machte er bei den Winters einen Stopp, um mit Ernst Karl Winter zu sprechen. Der 14-jährige Ernst Florian Winter führte bei diesem Gespräch Protokoll.
Wenige Tage vor dem „Anschluss“ im März 1938 flüchtete der Vater Ernst Karl Winter auf dringendes Anraten von Hans Kelsen aus politischen Gründen in die Schweiz. Seine Familie musste er vorerst zurücklassen. Als die Gestapo am 14. März 1938 in das Haus der Familie Winter kam und Ernst Karl nicht vorfinden konnte, nahm sie dessen Sohn Ernst Florian mit auf die Polizeistation. Aufgrund der guten privaten Kontakte der Familie konnte die Mutter Margarete jedoch erreichen, dass ihr Sohn bereits am selben Tag wieder nach Hause kam. Wenige Tage später flüchtete auch Margarete mit Ernst Florian und dessen damals erst sechs Geschwistern aus Österreich.

### Emigration in die USA
Über die Schweiz, Frankreich und England erreichte die Familie Winter im Oktober 1939 als eine der ersten nicht-jüdischen Emigrantenfamilien New York. Da alle Ankommenden großes Heimweh hatten und es zu diesem Zeitpunkt noch keine österreichischen Clubs gab, trafen sich beinahe jeden Sonntag zahlreiche Emigranten im Farmhaus der Winters zu österreichischen Abenden. Anfang 1939 gründete Ernst Karl Winter in New York mit dem Austrian American Center das erste überparteiliche Nationalkomitee. Dieses organisierte regelmäßige Demonstrationen und Aufmärsche und veröffentlichte wöchentliche Publikationen. Unter den Emigranten gab es fast keine Jugendlichen, trotzdem wurde Ernst Florian Winter zu deren Anführer gewählt. Einige Dutzend junge Österreicher hielten regelmäßig auf der Fifth Avenue Paraden ab. Gemeinsam mit seinem Vater lernte er den US-Vizepräsidenten Henry A. Wallace kennen.
Am von Otto von Habsburg initiierten „Österreichischen Bataillon“ beteiligte sich Ernst Florian Winter nicht, da er zu dieser Zeit eine Schilehrer-Prüfung ablegte. Als Mitglied des „Ski-Patrol-Systems“ erhielt er einen persönlichen Brief vom US-Kriegsministerium, das plante, eine Gebirgsdivision aufzustellen. An seinem 18. Geburtstag trat er freiwillig der US Army bei, merkte jedoch beim Antragsformuler zur Aufnahme in die Armee an: „… melde mich freiwillig, um an der Befreiung meiner Heimat Österreich mitzuwirken, bin aber nicht bereit, zu töten.“ Hauptgrund seiner strikten Haltung war, dass er bereits in Wien im Gsur-Verlag seines Vaters Bilder von den deutschen Konzentrationslagern kannte und diese schwer auf ihm lasteten. Dieser Wunsch löste bei der Armeeführung zwar Unverständnis aus, wurde ihm aber durch eine Dolmetscherausbildung erfüllt. 1943 erhielt Winter die amerikanische Staatsbürgerschaft zugesprochen und 1944 erhielt er für sein Japanisch-Studium und seine Regionalforschung im Rahmen des ROTC ein Zertifikat der University of Michigan.

### Befreiung der Heimat
Ernst Florian Winter nahm an der Invasion in der Normandie teil und war der erste Austro-Amerikaner, der am 4. Mai 1945 mit der 86. Division der 3. US-Armee bei Burghausen ins österreichische Innviertel einmarschierte und sich in der Brauerei Schnaitl einquartierte. Winter hatte mehrere Aufgaben. Er war eine Art Quartiermeister für das Divisionskommando der 86. Black Hawk Division. Außerdem setzte er Bürgermeister ein: „Das war nicht sehr einfach. Erstens musste man jemanden finden, der nicht Parteimitglied war. Zweitens sollte er die Fähigkeit und Lust dazu haben.“ Deshalb führte Ernst Florian Winter mit vielen Gefangenen und Zwangsarbeitern Gespräche. Aufgrund der Interviews fiel dann eine Entscheidung.
Im Auftrag von Baron Georg Ludwig von Trapp nahm er dessen Villa in Aigen in Augenschein, die der Reichsführer SS Heinrich Himmler zu seinem Sommersitz gemacht hatte. Dabei musste er feststellen, dass die Hauskapelle in eine Bar umgebaut und in den Altartisch Hakenkreuze geschnitzt worden waren. Nur wenige Wochen nach der Befreiung musste Ernst Florian Winter Salzburg wieder verlassen. Auf Befehl brach die gesamte Division nach Japan auf, um dort ähnliche Aufgaben zu verrichten.

### Studium und Lehre
Nachdem Winter in die USA zurückgekehrt war, absolvierte er das Fach Sozialwissenschaften am Columbia College. Anschließend studierte er Politikwissenschaften und Internationale Beziehungen an der Columbia University. Seinen Master of Arts schloss Ernst Florian Winter 1951 zum Thema Vergleichende Analyse der Renner-Regierungen 1918 und 1945 ab und seinen Ph.D. machte er 1954 zum Thema Österreichische Landwirtschaft zwischen 1848 und 1953. Winter begann seine akademische Karriere als Professor für Geschichte und Politikwissenschaft am Iona College in New Rochelle, New York. Weiters war er Gastprofessor an der Fletcher School of Law and Diplomacy, Princeton University, Georgetown University und Indiana University.

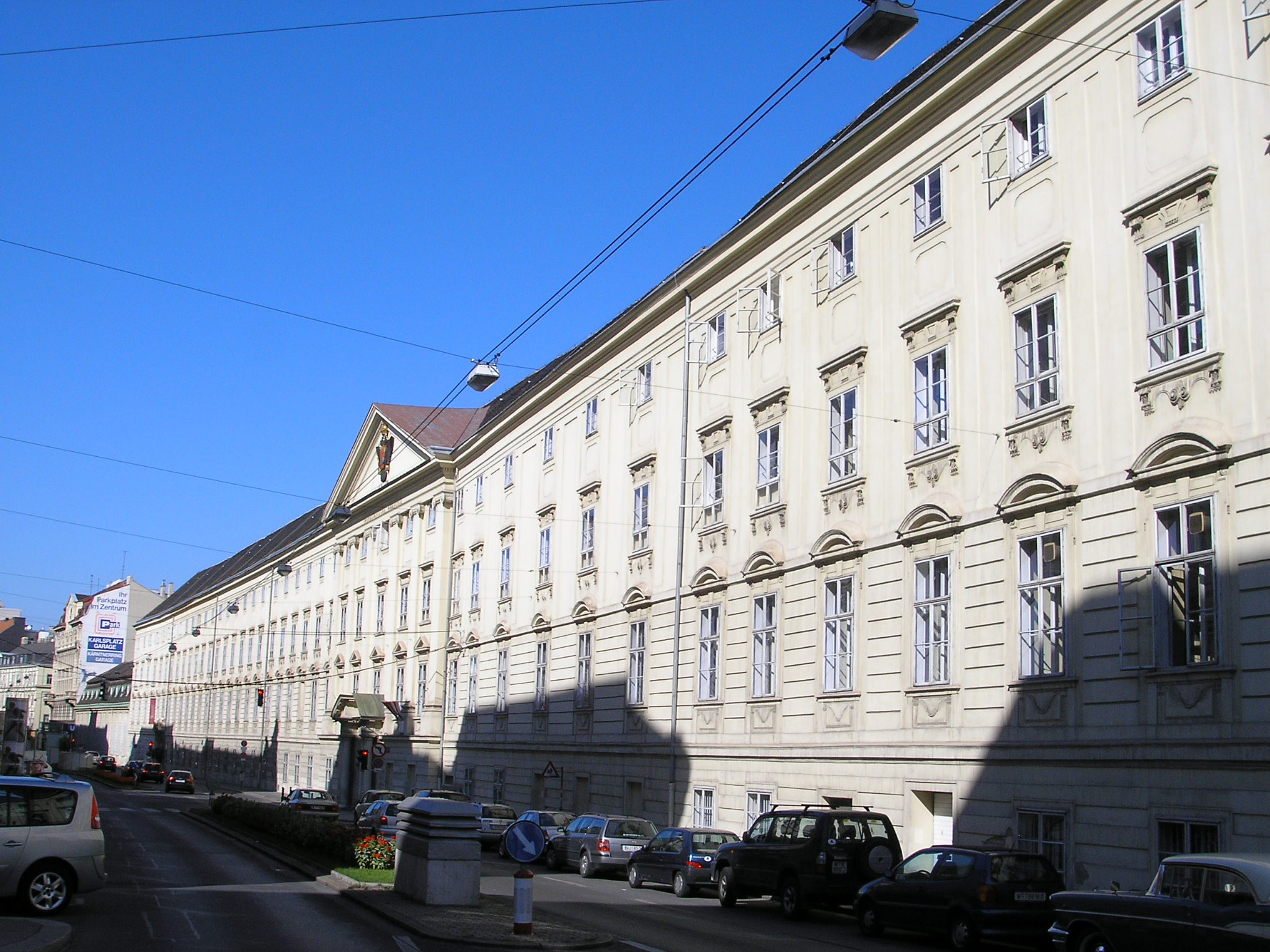
Diplomatische Akademie Wien (2006)

1960 nahm er den Ruf der Minister Drimmel und Klaus an, nach Österreich zurückzukehren, um die Studienrichtung der Politikwissenschaften zu etablieren. Im Rahmen des „Internationalen Forschungszentrums“ (IFZ) auf dem Mönchsberg in Salzburg entstand 1960 ein Ostinstitut, für dessen Vorstand Ernst Florian Winter gewonnen werden konnte. Dieses Institut trägt heute den Namen Institut für den Christlichen Osten und beheimatet die Sektion Salzburg der von Kardinal König gegründeten Stiftung Pro Oriente. 1964 wurde Winter vom damaligen Außenminister Bruno Kreisky zum Gründungsdirektor der Diplomatischen Akademie Wien nach dem Zweiten Weltkrieg bestellt, wo er bis ins hohe Alter regelmäßig als Professor tätig war. Ab der Gründung des Instituts für Höhere Studien (IHS) im Jahr 1963 arbeitete er dort als Assistent. Zwischen 1967 und 1968 war er dessen Direktor. Generalsekretärin des IHS war zu dieser Zeit Freda Meissner-Blau. Namen wie Anton Pelinka, Traudl Brandstaller, Peter Gerlich, Helmut Kramer und viele andere legen für die hervorragende Vermittlung des Faches Politikwissenschaft Zeugnis ab.
Er war mit einer Tochter von Georg Ludwig von Trapp, Johanna von Trapp (1919–1994), von 1948 bis 1994 verheiratet und die beiden hatten gemeinsam sieben Kinder. Von 1964 bis 1977 lebten sie gemeinsam im Schloss Eichbüchl im niederösterreichischen Katzelsdorf. Dort fanden über zehn Jahre die Eichbüchler-Gespräche und Österreich-Seminare statt, an denen unter anderem internationale Professoren wie Oskar Morgenstern, Paul Lazarsfeld, Friedrich Heer und Henry Kissinger teilnahmen. Bereits 1945 entstand hier unter Karl Renner die erste Regierungsproklamation der Zweiten Republik. Deshalb wird Schloss Eichbüchl oft als Geburtsort der Republik Österreich bezeichnet.
In dieser Zeit arbeitete Winter mit Robert Jungk am Institut für Zukunftsfragen. Jungk lobt ihn in seinen Erinnerungen: „mein engster Mitarbeiter, der ausgezeichnete Ernst Florian Winter, der in der Tradition seines Vaters und des von ihm inspirierten linkskatholischen Widerstands einen weltoffenen, großzügigen Denk- und Arbeitsstil durchzusetzen versuchte.“

### Diplomatische Laufbahn

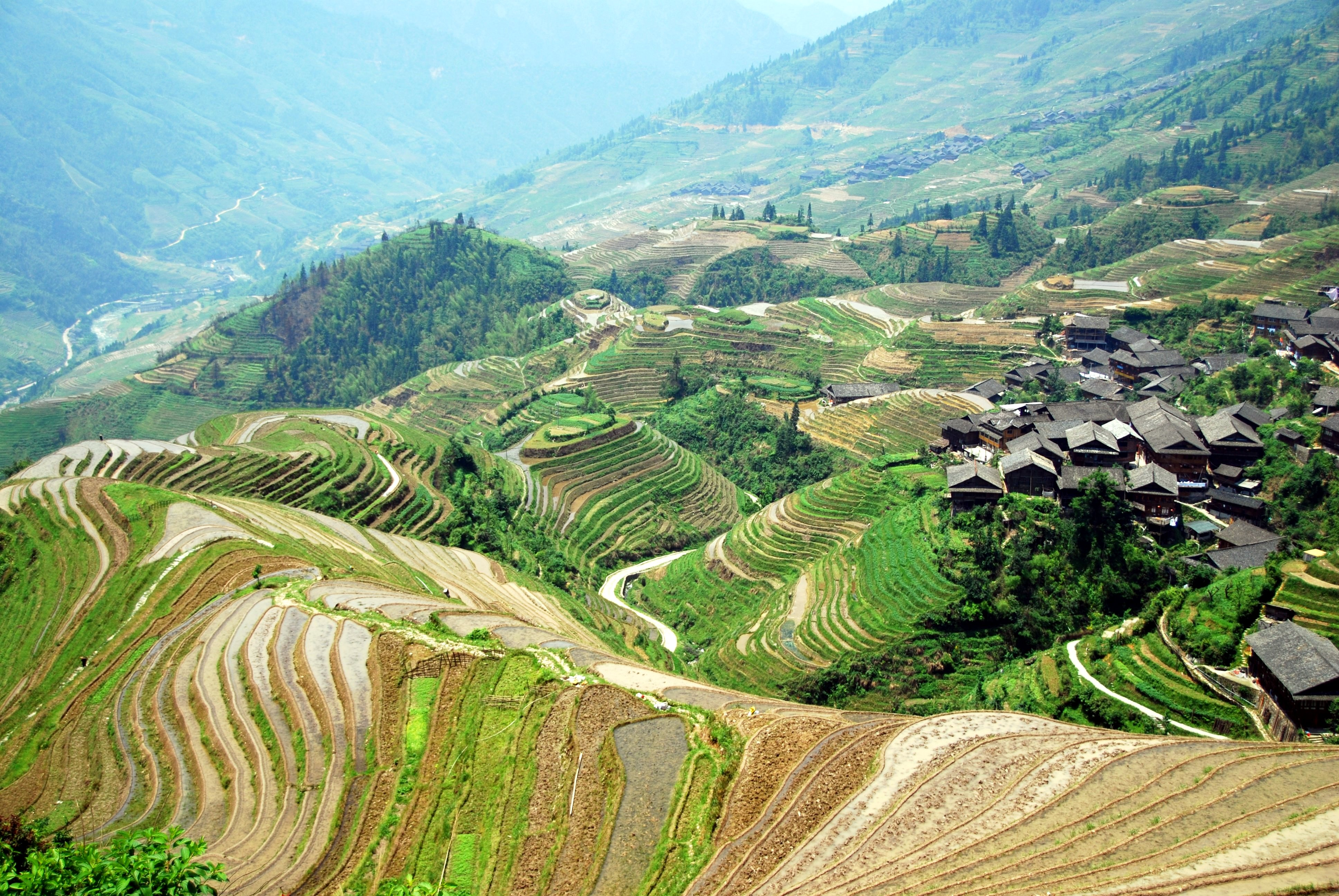
UN-Umweltprogramm in China

Zwischen 1968 und 1970 war Ernst Florian Winter Direktor der Sozialwissenschaft der UNESCO in Paris. Sein Freund Henry Kissinger hatte ihn für diese Tätigkeit vorgeschlagen. Gleichzeitig war er ab 1968 Verhandlungsführer zwischen den USA und der Volksrepublik China. Winter war zwischen 1970 und 1972 Mitglied des UN-Komitees der Vereinigten Staaten zur Erarbeitung einer neuen China-Strategie. Im Januar 1972 gehörte er als erster US-Amerikaner zu einer ausgewählten Gruppe, die vom damaligen chinesischen Premierminister Zhou Enlai zu einem zweimonatigen Aufenthalt am Institut der Außenpolitik der Volksrepublik China eingeladen wurde. 1974 war Ernst Florian Winter im Rahmen von UNEP-FAO Vorsitzender der ersten Mission der UN-Vertretung in China. Im darauffolgenden Jahr leitete er die China-Mission der UNEP-WHO.
Von 1972 bis 1978 führte ihn seine Tätigkeit bei der UNEP regelmäßig als Chefberater nach Nairobi. 1975 war Winter Gründungsmitglied der Resources and Industries Associates Group und fungierte als Leiter der Abteilung für Landwirtschafts- und Umwelttechnologien in New York City und Vancouver. Dieses Amt hatte er bis 1994 inne. Zwischen 1989 und 1994 war Winter als ranghoher Mitarbeiter der UNIDO in Wien tätig. Seit 1992 war er Vorstandsmitglied einer internationalen Vereinigung für umweltfreundliche Technologien.
Weitere politische Aufträge der Vereinten Nationen führten ihn unter anderem nach Genf, Russland und in die Mongolei. Insgesamt hat er in 83 Ländern gelebt und gearbeitet. Ernst Florian Winter sprach Chinesisch, Deutsch, Englisch, Japanisch, Russisch und Spanisch.

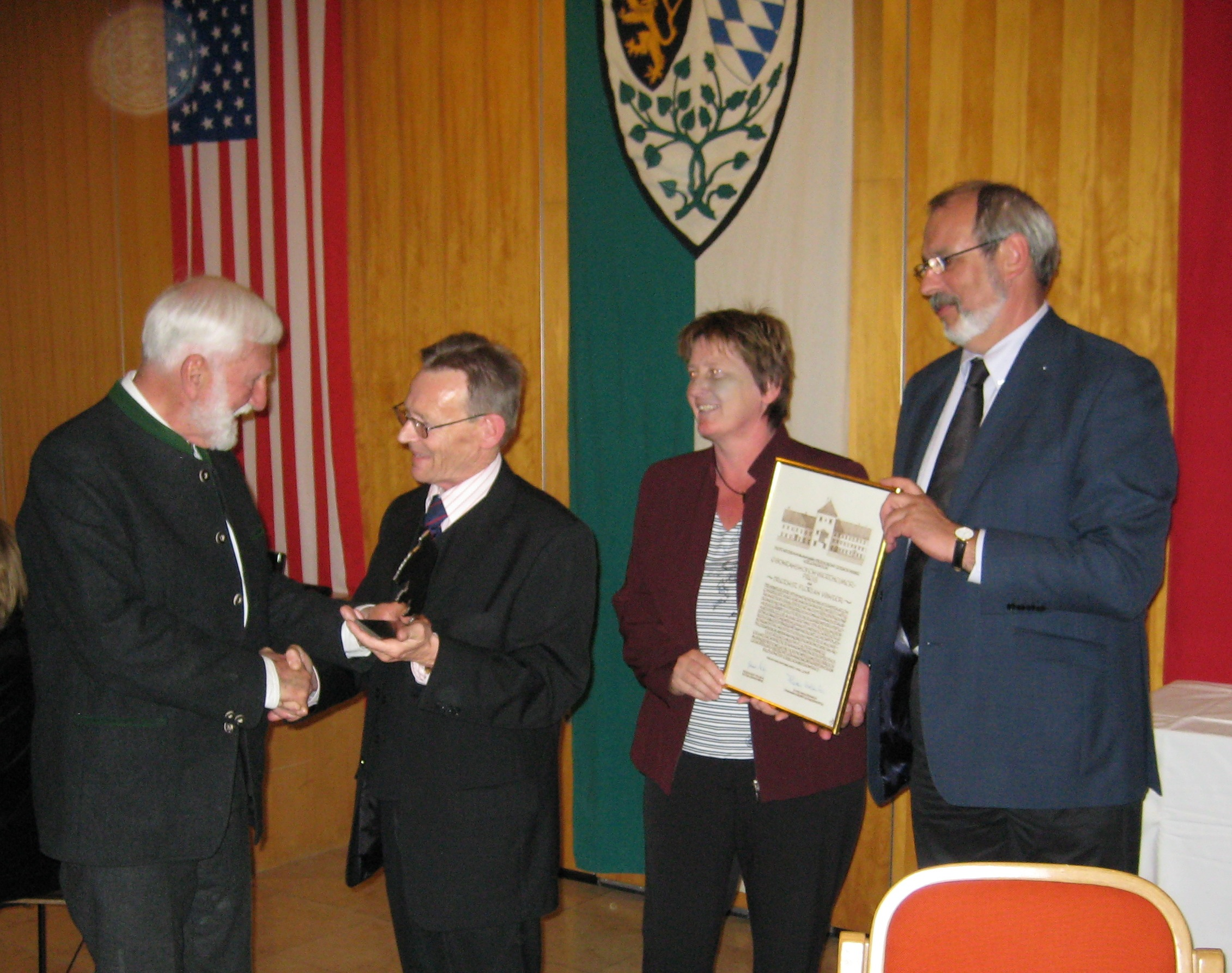
Verleihung des Egon Ranshofen-Wertheimer Preises durch Gerhard Skiba (2008)

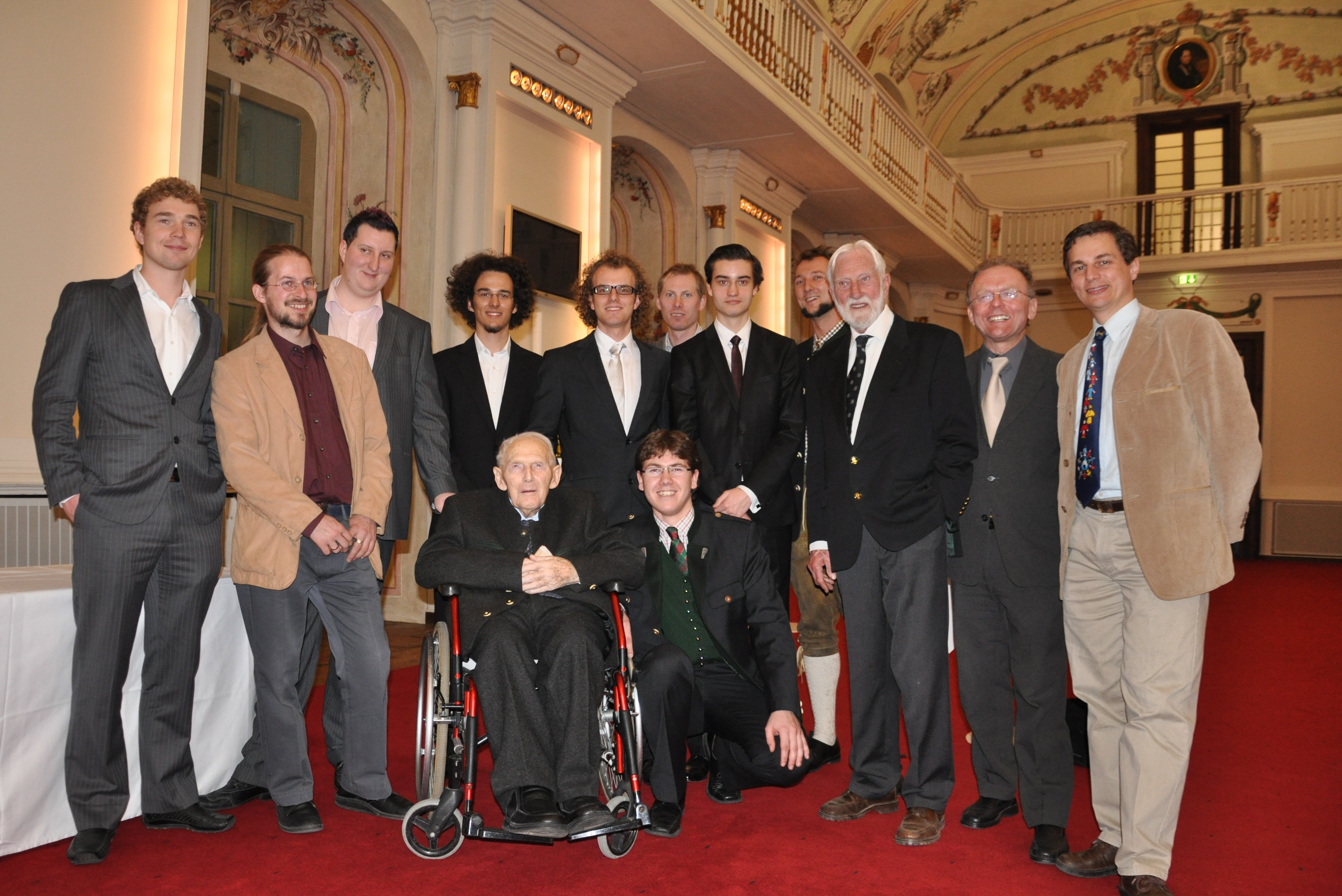
Empfang des Vereins Österreichischer Auslandsdienst in Graz (2010)

### Landwirtschaft und Kosovo
Seit den 1990er Jahren bewirtschaftete er im Osttiroler Defereggental ein biologisches Selbstversorgerareal. Außerdem engagierte er sich für das Umweltprogramm der Vereinten Nationen Landwirtschaft im Kosovo, weshalb er jährlich in diese Region reiste. Dort lehrte er auch an der University of Business and Technology in Priština. 
Er wurde am Gersthofer Friedhof bestattet.

## Auszeichnungen
- 2008: Egon Ranshofen-Wertheimer Preis[12]
- 2010: Österreichisches Ehrenkreuz für Wissenschaft und Kunst I. Klasse
- 2010: Weltmenschpreis in Pfaffstätten[13]
- 2012: Ehrenzeichen für Verdienste um die Befreiung Österreichs